# Інший дім

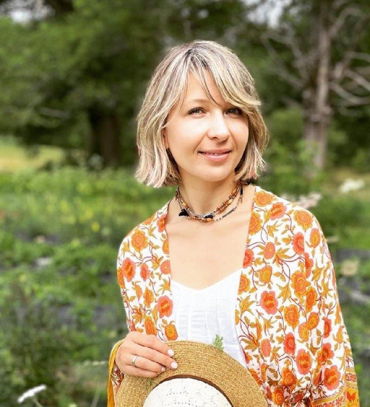
Оксана Лущевська, авторка

Інший дім — повість сучасної української письменниці Лущевської Оксани, у якій висвітлено життя Полі та Артема в процесі руйнування звичного дитячого світосприйняття внаслідок травматичного розколу родини. Опублікована 2013 року у Видавництві Старого Лева.

## Сюжет
«Інший дім» — це багатогранне дзеркало, у якому читачі впізнаватимуть і пізнаватимуть себе через життєві події персонажів. Дім — реальний і метафоричний — спонукає до переоцінки поглядів і порозуміння між поколіннями.
Початок ХХІ століття, людство на межі кінця світу — про це торочать на всіх телеканалах. Але масові психози часом прикривають важливіші проблеми, і люди не помічають, що справжній кінець світу може наставати в їхньому приватному житті. Для Полі й Артема життя розділилося на два періоди — до розлучення батьків і після. І тепер вони мають вибудувати нові стосунки як із татом, так і з мамою. Чи вдасться це їм, чи стане інший дім рідним, чи зможуть вони прийняти нові обставини та подолати виклики?
У повісті «Інший дім» Оксани Лущевської вплетено чимало інших гострих моментів: еміграція мами, криза в стосунках батьків, дисгармонія спілкування і втрата спільної мови між батьками й дітьми, потреба захисту і затишку, відчуття самотності, покинутості, перше кохання тощо. Діти демонструють виняткову готовність та відкритість до спілкування та розуміння. Твір відображає культуру двох будинків та двох різних країн, які переплітаються між собою. Адже, одна культура в Україні, інша — в Америці. Все це стало порівняльним елементом сюжету для зацікавленості читачем різних світів та поведінки в ньому. Загалом твір побудовано в щоденниковій формі від імені Артема та Полі. Діти намагаються зрозуміти поведінку матері, яка переїхала в Америку. Їм доволі незвично та складно сприйняти та змиритися з цим. Проте і розуміють, що «мама змінилася в іншій країні. Мама змінилася в іншому домі».

## Головні герої
- Поля Чиж — десятирічна дівчинка, сестра Артема.
- Артем Чиж — підліток, брат Полі.
- Віктор Чиж — батько дітей.
- Мама, яка виїхала в США.
- Дядько Стефан — брат батька.
- Макс — друг Полі, який закоханий у неї.

## Авторка про повість
«„Інший дім“ — це повість про страх і сміливість, про поразки і перемоги, про турботи і радість, про складнощі вибору і легкість прощення. Усі ці переживання випадають на долю Полі і Артема, що стоять на порозі важливих життєвих змін. Книжка розрахована на читачів 9-12, 12-14 років, та я певна, що старша аудиторія теж знайде щось для себе в „Іншому домі“. Розумію: будуть і читачі, яким книжка не сподобається».

## Оцінка літературознавців і критиків
Повість «Інший дім» (2013), побачивши світ у серії «Майже дорослі» (ВСЛ), названа одним із найкращих підліткових текстів.
Тетяна Качак зазначає, що у творі наявні «елементи мультикультуризму», пов'язані з переїздом мами, а сам сюжет твору якраз і побудований на розповідях дітей про це. А також вказує, що «повість „Інший дім“ однаковою мірою комфортна для читачів хлопців і дівчат, оскільки кожен може знайти зрозумілого та за гендерною природою близького для себе героя (чи ідентифікувати себе з ним)».

## Цитати з твору
- Я їм покажу, — примружився я. — Щоб з тобою таке… Щоб моя сестра… Я за тебе помщуся, — сказав, торкнувшись Полиного підборіддя. Мені шуміло в голові й тремтіли руки. Моя симпатична й завжди така войовнича сестра зараз мала вигляд маленького наляканого щеняти.
- Такого просто за жодною логікою трапитися не може. Скажімо, якби Земля зіткнулася з гігантським астероїдом, тоді ми навіть і не відчули б, що настав кінець світу. Але такого не станеться. А отже, ніякого кінця світу не буде. Я читав колись на якомусь сайті, що вчені, досліджуючи нашу галактику, довели: всі ці пророкування про кінець світу — суцільна маячня.
- І я не стала більше чекати, схопила свого наплічника й почала продиратися крізь натовп, наступаючи на ноги глядачам. Я проривалася уперед: до дверей, на вулицю. Більше не хотіла бути присутньою там, де моєї присутності не чекали… Моя школа за десять хвилин ходи від нашого будинку. До супермаркетів чи крамниць можна дістатися протоптаними дворовими стежками. Ні, звичайно, я знаю, як потрапити до «Золотих воріт» чи на «Хрещатик», тут і мови не може бути… Але це тому, що туди дістатися часом простіше, ніж виплутатися з якогось далекого закутку нашої Троєщини…
- Чорний квадрат переростав у коло, хрест, трикутник, і знов у квадрат. Не знаю, як називається такий стан. На думку недоречно спало слово «нірвана», але «нірвана» означає перехід у стан спокою. А я відчувала лише нервове напруження. Якщо й переходила кудись, то хіба до безкінечної тривоги. Складалося враження, що голова за мить вибухне мільйонами чорних квадратиків, кіл, хрестиків, трикутників. Гру зупинять, викличуть швидку, і всі дізнаються, що в сестри Арчі поїхав дах.[5]

## Видання
- 2013 рік у «Видавництві Старого Лева».